# Theatergesellschaft Preziosa 1883

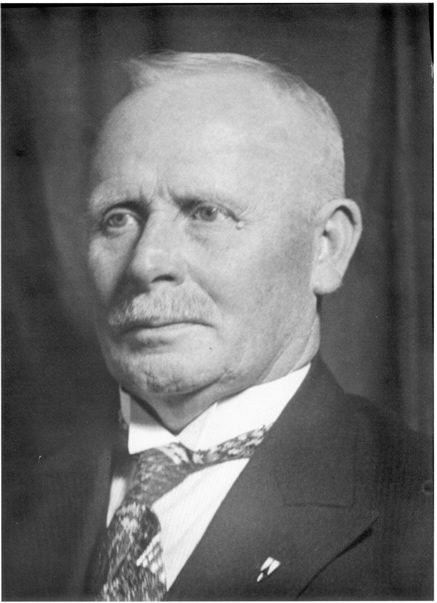
Gründer Karl Höfert sen.

Die Theatergesellschaft Preziosa 1883 e.V. aus Gelsenkirchen-Ückendorf wurde am 13. August 1883 durch Karl Höfert senior ins Leben gerufen und ist Gelsenkirchens ältester Theaterverein und Mitglied im BDAT.

## Geschichte
Der Verein hatte den Zweck, den Anstand und Frohsinn zu fördern.
Theaterfreudige Damen und Herren werden zwecks Gründung eines Theatervereins gebeten,
sich am 13. August, 7 Uhr abends, im Lokal Zitzen, Bochumer Straße, einzufinden.
So war es im August 1883 in der Gelsenkirchener Zeitung zu lesen. Verfolgt man die Geschichte, war das Ende des 19. Jahrhunderts die Geburtsstunde von Vereinigungen aller Art. Überall entstanden massenhaft Gesellschaften, Verbünde, Sport-, Gesangs- und Theatervereine. Die Behörden standen jedoch bis 1890 den freien Theatervereinen ablehnend gegenüber. Die Sozialistengesetze  untersagten ab 1878 Aufführungen der sich langsam neu gegründeten Arbeiterbewegungen. Erst 1890 wurden die Gesetze außer Kraft gesetzt. Umso erstaunlicher war der, für die damalige Zeiten, große Zulauf. Über 60 Herren, überwiegend sangesfreudige Bergleute, meldeten sich daraufhin und wenig später wurde die Gründung der „Gesellschaft deutsche Bühne Gelsenkirchen Ückendorf“ beschlossen und Karl Höfert zum Vorsitzenden gewählt. Das Lokal „Börste“ (heute „Haus Stachowitz“) an der Bochumer Straße Ecke Südstraße (heute Virchowstraße) wurde als das erste Vereinslokal des Vereins gewählt.
Zu diesem Zeitpunkt war Ückendorf noch selbstständig, denn es löste sich am 1. September 1876 von Wattenscheid und war bis 1903 ein eigenständiges Amt im Landkreis Gelsenkirchen. In dieser Zeit war man der einzige Theaterverein im sich infrastrukturell entwickelnden Ückendorf.
Im Jahre 1906 spielte man zum ersten Mal das Singspiel „Preziosa“ von Carl Maria von Weber, welches dann Pate für den Vereinsnamen ab 1906 wurde. Am 9. März 1929 wurde beim Amtsgericht Gelsenkirchen die Theatergesellschaft Preziosa 1883 unter VR189 eingetragen.
1948 übernahm Wilhelm Herrmann, der später auch Geschäftsführer des Verbandes für Volksbühnen- und Laienspiel Nordrhein-Westfalen e.V. wurde, den Vorsitz des Vereins. Für seinen unermüdlichen Einsatz für die Kultur in Gelsenkirchen und für die Theatergesellschaft Preziosa, erhielt er am 10. September 1985 vom damaligen Oberbürgermeister Werner Kuhlmann das Verdienstkreuz am Bande.
Seit 2007 ist der Verein gemeinnützig und arbeitet seit der Gründung ohne Zuschüsse.

## Spielstätte

Plakat von 1932

Die Theatergesellschaft Preziosa verfügt über keine eigene Spielstätte, sondern ist Untermieter in der Gesamtschule Gelsenkirchen-Ückendorf auf der Bochumer Straße. Weitere Vorstellungen finden ebenfalls im Max-Planck-Gymnasium Gelsenkirchen-Buer, statt. Der Verein ist aber wegen immer steigender Kosten bemüht, eine geeignete Lösung für eine feste Unterkunft zu finden.

## Spielbetrieb

Verliebte Leute 1947, Gruppenfoto

Der Vereinsbetrieb wurde, bis auf zwei Unterbrechungen 1915–1916 und 1943–1945, ununterbrochen fortgeführt. In den Jahren 1937–1943 stieg die Theatergesellschaft Preziosa auf dem Gebiet des Amateurtheaters zu einem der führenden Vereine auf. 1937 wurde dem mit der Verleihung des „Kunstscheines“ Ausdruck verliehen, der es Künstlern ermöglichte ihre Werke und Darbietungen ohne steuerliche Abgaben zu verkaufen. Unmittelbar nach dem Krieg fand wieder ein regelmäßiges Vereinsleben statt und im Jahr 1947 nahm der Verein seinen Spielbetrieb wieder auf. Ab 1975 spielte man dann auch im Austausch bei der „Liebhabertheater-Gesellschaft Solothurn“, Schweiz. Das Repertoire umfasste in der Vergangenheit Singspiele, Operetten sowie Volksstücke. Ab 1971 nahm man dann auch Märchen in den regelmäßigen Spielbetrieb auf. Seit 1993 hat sich der Verein hauptsächlich auf das Genre der Boulevardkomödie spezialisiert.

## Vorsitzende
Dass über einen so immens langen Zeitraum Fluktuationen innerhalb eines Vereines unvermeidlich sind, bedarf keiner Erklärung. Umso bemerkenswerter ist die Tatsache, dass es seit 1883 nur 6 Vorsitzende gegeben hat:
- Karl Höfert sen.    1883–1913
- Karl Höfert jun.    1913–1948
- Willy Herrmann      1948–1989
- Dr. Volkher Zähres  1989–1992
- Jörg Morsbach       1992-
- Dirk Maischak   seit

## Ensemble
Das Ensemble besteht aus 45 Mitgliedern, die alle ehrenamtlich tätig sind. Das älteste Mitglied ist 94 Jahre alt und immer noch aktiv für die Versorgung der Darsteller während der Vorstellungen tätig. Zusätzlich wirken in den Märchenvorstellungen bis zu 20 Kinder von 4–15 Jahren mit.
Vom Bühnenbau, über Maskenbildnerei bis hin zur Kostümerstellung wird alles in Eigenarbeit erstellt.

## Aktuell
Im Jahr 2008 feiert der Verein sein 125-jähriges Bestehen. Aus diesem Anlass hat der Verein eine Chronik veröffentlicht.

## Inszenierungen
| Jahr      | Inszenierung                                                                            | Genre/Autor                                                    |
| --------- | --------------------------------------------------------------------------------------- | -------------------------------------------------------------- |
| 1883–1905 | keine Stücke überliefert                                                                | keine Stücke überliefert                                       |
| 1906      | Preziosa                                                                                | Schauspiel von Carl Maria von Weber                            |
| 1907      | Preziosa                                                                                | Schauspiel von Carl Maria von Weber                            |
| 1909      | Preziosa                                                                                | Schauspiel von Carl Maria von Weber                            |
| 1910      | Die Gnade Gottes                                                                        | unbekannt                                                      |
| 1910      | Das Roserl vom Schwarzwald                                                              | unbekannt                                                      |
| 1910      | Muttersegen                                                                             | Schauspiel mit Gesang von Friedrich W. Riese                   |
| 1911      | -Spielfrei-                                                                             | -Spielfrei-                                                    |
| 1912      | Die Lieder des Musikanten                                                               | Singspiel von Rudolf Kneisel                                   |
| 1913      | Die beiden Waisen                                                                       | Original von A. d’Ennery & Cormon übersetzt von Karl Saar      |
| 1914      | Der Goldbauer                                                                           | von Charlotte Birch-Pfeiffer                                   |
| 1915–1916 | Kriegsbedingt keine Vorstellungen                                                       | Kriegsbedingt keine Vorstellungen                              |
| 1917      | Des Geigers Heimkehrs                                                                   | Ballade von Ludwig Pfau                                        |
| 1918      | Muttersegen                                                                             | Schauspiel mit Gesang von Friedrich W. Riese                   |
| 1918      | Preziosa                                                                                | Schauspiel von Carl Maria von Weber                            |
| 1918      | Der Goldbauer                                                                           | Charlotte Birch-Pfeiffer                                       |
| 1919      | Der tolle Hofjunker                                                                     | unbekannt                                                      |
| 1919      | Muttersegen                                                                             | Schauspiel mit Gesang von Friedrich W. Riese                   |
| 1919      | Die Lieder des Musikanten                                                               | Singspiel von Rudolf Kneisel                                   |
| 1919      | Der Glöckner von Notre-Dame                                                             | Operette von Victor Hugo                                       |
| 1920      | Die wilde Tonne                                                                         | unbekannt                                                      |
| 1920      | Gute Nacht Herr Fischer                                                                 | unbekannt                                                      |
| 1920      | Muttersegen                                                                             | Schauspiel mit Gesang von Friedrich W. Riese                   |
| 1920      | Leonore die Grabesbraut                                                                 | von Siegfried Philippi                                         |
| 1921      | Preciosa                                                                                | Schauspiel von Carl Maria von Weber                            |
| 1921      | Des Geigers Heimkehrs                                                                   | Ballade von Ludwig Pfau                                        |
| 1921      | Leonore die Grabesbraut                                                                 | von Siegfried Philippi                                         |
| 1922      | Die Blinde von Paris                                                                    | Schauspiel von Demetrius Schrutz                               |
| 1922      | Krone und Fessel                                                                        | unbekannt                                                      |
| 1922      | Freie Bahn den Tüchtigen                                                                | von August Hinrichs                                            |
| 1923      | Dort unten in der Mühle                                                                 | von Justinus Kerner                                            |
| 1923      | Preziosa                                                                                | Schauspiel von Carl Maria von Weber                            |
| 1924–1931 | Spielplan leider nicht mehr vorhanden                                                   | Spielplan leider nicht mehr vorhanden                          |
| 1932      | Fahr wohl du Lenzens Morgen                                                             | Operette von Karl Höfert jun. / Musik v. Ewald Höfert          |
| 1933      | III. PZ Geheim                                                                          | National-Schauspiel von A. Herzog                              |
| 1934      | Die Seemannsbraut                                                                       | Schauspiel von Alexander Kent                                  |
| 1934      | Rosmarie vom Böhmerwald                                                                 | Operette                                                       |
| 1934      | Königin Luise                                                                           | Operette                                                       |
| 1934      | Müllers Prinzesschen                                                                    | unbekannt                                                      |
| 1934      | Die 11 Schillschen Offiziere                                                            | Schauspiel                                                     |
| 1935      | Vogel, friß oder stirb                                                                  | Komödie von Cäsar von Arx                                      |
| 1935      | Die Seemannsbraut                                                                       | Schauspiel von Alexander Kent                                  |
| 1935      | Der Schusterkavalier                                                                    | unbekannt                                                      |
| 1935      | Frühling am Rhein                                                                       | unbekannt                                                      |
| 1936      | III. PZ Geheim                                                                          | National-Schauspiel von A. Herzog                              |
| 1936      | Die drei Dorfheiligen                                                                   | Bauernschwank von Max Neal und Max Ferner                      |
| 1937      | Die Anna-Liese                                                                          | Lustspiel von Hermann Hersch                                   |
| 1937      | Verliebte Leute                                                                         | Operette von Eduard Künneke                                    |
| 1938      | Preziosa                                                                                | Schauspiel von Carl Maria von Weber                            |
| 1938      | Der Goldbauer                                                                           | von Charlotte Birch-Pfeiffer                                   |
| 1938      | Der Jäger aus der Pfalz                                                                 | Operette                                                       |
| 1939      | Der Etappenhase                                                                         | Lustspiel von Karl Bunje                                       |
| 1939      | Nacht ohne Morgen                                                                       | Schauspiel von Karl Grune                                      |
| 1939      | Krach um Jolanthe                                                                       | Bauernkomödie von August Hinrichs                              |
| 1939      | Die Stedinger                                                                           | Volksstück von August Hinrichs                                 |
| 1939      | Krach im Hinterhaus                                                                     | Schwank von Maximillian Böttcher                               |
| 1939      | Diese Vorstellung wurde wegen der Einberufung von Darstellern zur Generalprobe abgesagt |                                                                |
| 1940      | Der Etappenhase                                                                         | Lustspiel von Karl Bunje                                       |
| 1940      | Die vier Gesellen                                                                       | Schauspiel von Jochen Huth                                     |
| 1941      | Der Etappenhase                                                                         | Lustspiel von Karl Bunje                                       |
| 1941      | Krach um Jolanthe                                                                       | Lustspiel von August Hinrichs                                  |
| 1941      | Der Mann ohne Heimat                                                                    | von Alfred Herzog                                              |
| 1941      | Die Anna-Liese                                                                          | Lustspiel von Hermann Hersch                                   |
| 1941      | Wenn der Hahn kräht                                                                     | Kompdie von August Hinrichs                                    |
| 1941      | Kurs auf Afrika                                                                         | Volksbühnenspiel von W. Armin                                  |
| 1942      | Petroleum in Poppenbüttel                                                               | Schwank von Wilfried Wroost                                    |
| 1942      | Spektakel in Kleinhörn                                                                  | Schwank von Karl Bunje                                         |
| 1942      | Die drei Dorfheiligen                                                                   | Bauernschwank von Max Neal / Max Ferner                        |
| 1942      | Die zärtlichen Verwandten                                                               | Schwank von Roderich Benedix                                   |
| 1942      | Der zerbrochne Krug                                                                     | Lustspiel von Heinrich von Kleist                              |
| 1943–1946 | Kriegsbedingt keine Vorstellungen                                                       | Kriegsbedingt keine Vorstellungen                              |
| 1947      | Rosmarie vom Böhmerwald                                                                 | Operette                                                       |
| 1947      | Das Glücksmädel                                                                         | Operette von Max Reimann und Otto Schwartz                     |
| 1947      | Die drei Dorfheiligen                                                                   | Bauernschwank von Max Neal / Max Ferner                        |
| 1947      | Die Zigeunerbraut                                                                       | Operette von Otto Teich                                        |
| 1947      | Krach um Jolanthe                                                                       | Lustspiel von August Hinrichs                                  |
| 1948      | Verliebte Leut                                                                          | Operette von Eduard Künneke                                    |
| 1948      | Winzerliesel                                                                            | Operette von G. Milke                                          |
| 1948      | Der Strom                                                                               | Drama von Max Halbe                                            |
| 1949      | Die fromme Helene                                                                       | Operette von Wilhelm Busch                                     |
| 1949      | Der Strom                                                                               | Drama von Max Halbe                                            |
| 1949      | Wrack                                                                                   | Schauspiel von Wilfried Wroost                                 |
| 1949      | Die drei Dorfheiligen                                                                   | Bauernschwank von Max Neal / Max Ferner                        |
| 1949      | Der Ehestreik                                                                           | Komödie von Julius Pohl                                        |
| 1950      | Das Dreimaderlhaus                                                                      | Singspiel von Franz Schubert                                   |
| 1950      | Schwarzwaldmädel                                                                        | Operette von Leon Jessel                                       |
| 1950      | Auf Teufels Schiebkarre                                                                 | Lustspiel von Karl Bunje                                       |
| 1951      | Stein unter Steinen                                                                     | Schauspiel von Hermann Sudermann                               |
| 1951      | Krach im Hinterhaus                                                                     | Schwank von Maximilian Böttcher                                |
| 1952      | Ihre Hoheit die Tänzerin                                                                | Operette von O. Felix und R. Bars / Musik von Walter W. Goetze |
| 1952      | Die Frau im Hermelin                                                                    | Operette von R. Schanzer                                       |
| 1952      | Schach der Eva                                                                          | Lustspiel von Julius Pohl                                      |
| 1953      | Hochzeit ohne Ehe                                                                       | Singspiel                                                      |
| 1953      | Charley´s Tante                                                                         | Lustspiel von Brandon Thomas                                   |
| 1953      | Der Ehestreik                                                                           | Lustspiel von Julius Pohl                                      |
| 1954      | Ein Walzer für dich                                                                     | Singspiel von Georg Zoch                                       |
| 1954      | Raub der Sabinerin                                                                      | Lustspiel von Franz u. Paul von Schönthan                      |
| 1954      | Hilde und die 4 PS                                                                      | Lustspiel von Kurt Sellnick                                    |
| 1954      | Der Etappenhase                                                                         | Lustspiel von Karl Bunje                                       |
| 1955      | Der letzte Walzer                                                                       | Operette von Oscar Strauß                                      |
| 1955      | Das lebenslängliche Kind                                                                | Lustspiel von Erich Kästner                                    |
| 1955      | So ein Mädel oder Das Extemporale                                                       | Lustspiel von Sturm/Fäbers                                     |
| 1956      | Der Maulkorb                                                                            | Lustspiel von Heinrich Spoerl                                  |
| 1957      | Petroleum in Poppenbüttel                                                               | Schwank von Wilfried Wroost                                    |
| 1957      | Der verkaufte Großvater                                                                 | Volkskomödie von Anton Hamik                                   |
| 1957      | So‘n Windhund                                                                           | Lustspiel von Arthur Hoffmann u. Curt Kraatz                   |
| 1958      | Im weißen Röss‘l                                                                        | Singspiel von Blumenthal und Kaddelburg                        |
| 1958      | Der Strom                                                                               | Drama von Max Halbe                                            |
| 1958      | Auf Teufels Schiebkarre                                                                 | Lustspiel von Karl Bunje                                       |
| 1959      | Der dritte Gast                                                                         | Kriminalstück von B. Traven                                    |
| 1959      | Die drei Dorfheiligen                                                                   | Bauern-schwank von Max Neal & Max Ferner                       |
| 1960      | Wenn der Hahn kräht                                                                     | Komödie von August Hinrichs                                    |
| 1960      | Krach im Hinterhaus                                                                     | Schwank von Maximilian Böttcher                                |
| 1961      | Stein unter Steinen                                                                     | Schauspiel von Hermann Sudermann                               |
| 1961      | Das Hörrohr                                                                             | Lustspiel von Karl Bunje                                       |
| 1962      | Der eigene Weg                                                                          | Schauspiel                                                     |
| 1963      | Das Extemporale                                                                         | Lustspiel                                                      |
| 1964      | -Spielfrei-                                                                             | -Spielfrei-                                                    |
| 1965      | Auf Teufels Schiebkarre                                                                 | Lustspiel von Karl Bunje                                       |
| 1966      | Petroleum in Poppenbüttel                                                               | Schwank von Wilfried Wroost                                    |
| 1967      | -Spielfrei-                                                                             | -Spielfrei-                                                    |
| 1968      | Der verkaufte Großvater                                                                 | Volkskomödie von Anton Hamik                                   |
| 1969      | Krach im Hinterhaus                                                                     | Schwank von Maximilian Böttcher                                |
| 1970      | -Spielfrei-                                                                             | -Spielfrei-                                                    |

| Jahr | Inszenierung                                 | Genre/Autor                                    |
| ---- | -------------------------------------------- | ---------------------------------------------- |
| 1971 | Die tote Tante                               | Einakter von Curt Goetz                        |
| 1971 | Der Strom                                    | Drama von Max Halbe                            |
| 1971 | Der Ehestreik                                | Lustspiel von Julius Pohl                      |
| 1971 | Der kleine Muck                              | Märchen von Wilhelm Hauff                      |
| 1972 | Auf Teufels Schiebkarre                      | Lustspiel von Karl Bunje                       |
| 1972 | Der Ehestreik                                | Lustspiel von Julius Pohl                      |
| 1972 | Der kleine Muck                              | Märchen von Wilhelm Hauff                      |
| 1973 | Das Ferienparadies                           | Lustspiel von Michael Brett                    |
| 1973 | Die sind nicht mehr zu retten                | Lustspiel von Uwe Storjohann                   |
| 1974 | Das Ferienparadies                           | Lustspiel von Michael Brett                    |
| 1974 | Der kleine Muck                              | Märchen von Wilhelm Hauff                      |
| 1974 | Die sind nicht mehr zu retten                | Lustspiel von Uwe Storjohann                   |
| 1975 | Der kleine Muck                              | Märchen von Wilhelm Hauff                      |
| 1975 | Der Strom                                    | Drama von Max Halbe                            |
| 1975 | Frau Holle                                   | Märchen von den Gebr. Grimm                    |
| 1976 | So ein Mädel / Das Extemporale               | Lustspiel von Sturm/Fäbers                     |
| 1976 | Der Schweinehirt                             | Märchen von Hans Christian Andersen            |
| 1977 | So ein Mädel                                 | Lustspiel von Willi Forst                      |
| 1977 | Der Schweinehirt                             | Märchen von Hans Christian Andersen            |
| 1977 | Die drei Dorfheiligen                        | Bauernschwank Max Neal & Max Ferner            |
| 1977 | Zwerg Nase                                   | Märchen von Wilhelm Hauff                      |
| 1978 | Die drei Dorfheiligen                        | Bauern-schwank von Max Neal & Max Ferner       |
| 1978 | Krach im Hinterhaus                          | Schwank von Maximillian Böttcher               |
| 1978 | Dornröschen                                  | Märchen von den Gebr. Grimm                    |
| 1979 | Das Haus von Montevideo                      | Lustspiel von Curt Goetz                       |
| 1979 | Der kleine Muck                              | Märchen von Wilhelm Hauff                      |
| 1980 | Das Haus von Montevideo                      | Lustspiel von Curt Goetz                       |
| 1980 | Der Maulkorb                                 | Lustspiel von Heinrich Spoerl                  |
| 1980 | Frau Holle                                   | Märchen von den Gebr. Grimm                    |
| 1980 | So sind nun mal die Zeiten                   | Verkehrs- und Fußgängerschulerziehung          |
| 1980 | Prominent sein ist alles                     | Kurz-Lustspiel von Kurt Paul Arnold Goetz      |
| 1981 | So sind nun mal die Zeiten                   | Verkehrs- und Fußgängerschulerziehung          |
| 1981 | Prominent sein ist alles                     | Kurz-Lustspiel von Kurt Paul Arnold Goetz      |
| 1981 | Der Ehestreik                                | Lustspiel von Julius Pohl                      |
| 1981 | Der Schweinehirt                             | Märchen von Hans Christian Andersen            |
| 1982 | Im weißen Rössl                              | Singspiel von Blumenthal und Kaddelburg        |
| 1982 | Zwerg Nase                                   | Märchen von Wilhelm Hauff                      |
| 1982 | Es kommt Besuch                              | Kurz-Lustspiel von Jens Exler                  |
| 1982 | Der Mahner                                   | Kurz-Lustspiel von Johannes Bobrowski          |
| 1982 | Prominent sein ist alles                     | Kurz-Lustspiel von Kurt Paul Arnold Goetz      |
| 1983 | So ein Mädel                                 | Lustspiel von Sturm/Fäbers                     |
| 1983 | Dornröschen                                  | Märchen von den Gebr. Grimm                    |
| 1983 | Der blinde Hahn                              | Kurz-Lustspiel von Kurt A. Goetz               |
| 1984 | Das lebenslängliche Kind                     | Lustspiel von Erich Kästner                    |
| 1984 | Die heiratslustige Witwe                     | Lustspiel von Fritz Stein                      |
| 1984 | Aschenputtel                                 | Märchen von den Gebr. Grimm                    |
| 1985 | Das Haus in Montevideo                       | Lustspiel von Curt Goetz                       |
| 1985 | Mutter löst alle Probleme                    | Lustspiel                                      |
| 1985 | Ein gemütlicher Abend                        | Lustspiel von Artur Seelau                     |
| 1985 | Der kleine Muck                              | Märchen von Wilhelm Hauff                      |
| 1986 | Die Maus                                     | Lustspiel von Philip King & Falkland L. Cary   |
| 1986 | Das Hörrohr                                  | Lustspiel von Karl Bunje                       |
| 1986 | Oma macht Urlaub                             | Lustspiel                                      |
| 1986 | Opa will heiraten                            | Lustspiel von Franz Schaurer                   |
| 1986 | Schneewittchen                               | Märchen von den Gebr. Grimm                    |
| 1987 | Ideen muss man haben                         | Kurzstück von Ilse Bintig                      |
| 1987 | Stille Wasser                                | Kurzstück                                      |
| 1987 | Der Maulkorb                                 | Lustspiel von Heinrich Spoerl                  |
| 1987 | Frau Holle                                   | Märchen von den Gebr. Grimm                    |
| 1988 | Liebe Verboten                               | Kurzstück von Ilse Bintig                      |
| 1988 | Die drei Dorfheiligen                        | Lustspiel von Max Neal & Max Ferner            |
| 1988 | Peterchen´s Mondfahrt                        | Märchen von Gerdt von Bassewitz                |
| 1988 | Der Vereinsbub                               | Kurzstück                                      |
| 1989 | So sind nun mal die Zeiten                   | Verkehrs- und Fußgängerschulerziehung          |
| 1989 | Brautschau                                   | Einakter von Ludwig Thoma                      |
| 1989 | Dornröschen                                  | Märchen von den Gebr. Grimm                    |
| 1990 | Mutter löst alle Probleme                    | Kurzstück                                      |
| 1990 | Alles bleibt beim alten                      | Lustspiel von Franz Rieder                     |
| 1990 | Zwerg Nase                                   | Märchen von Wilhelm Hauff                      |
| 1991 | Das Geburtstagsgeschenk                      | Kurzstück von Manfred Fuhrmann                 |
| 1991 | Auf Teufels Schiebkarre                      | Lustspiel von Karl Bunje                       |
| 1991 | Der Schweinehirt                             | Märchen von Hans Christian Andersen            |
| 1992 | Nadja schafft alles                          | Komödie von Walter G. Pfaus                    |
| 1992 | Der kleine Muck                              | Märchen von Wilhelm Hauff                      |
| 1993 | Doppelt Leben hält besser                    | Boulevard-Komödie von Ray Cooney               |
| 1993 | Die Anzeige                                  | Kurz-Lustspiel von Fritz Weber                 |
| 1993 | Räuber Hotzenplotz                           | Märchen von Otfried Preußler                   |
| 1994 | Wenn schon - denn schon                      | Boulevard-Komödie von Ray Cooney               |
| 1994 | Die Gänsehirtin am Brunnen                   | Märchen von den Gebr. Grimm                    |
| 1995 | Strohwitwer haben´s schwer                   | Schwank von Walter G. Pfaus                    |
| 1995 | Peterchens Mondfahrt                         | Märchen von Gerdt von Bassewitz                |
| 1996 | Außer Kontrolle                              | Boulevard-Komödie von Ray Cooney               |
| 1996 | Der Zauberer von Oz                          | Märchen von Lyman Frank Baum                   |
| 1997 | Der Hexenschuss                              | Komödie von John Graham                        |
| 1997 | Hänsel und Gretel                            | Märchen von den Gebr. Grimm                    |
| 1998 | Keine Leiche ohne Lily                       | Kriminalkomödie von Jack Popplewell            |
| 1998 | Schneewittchen                               | Märchen von den Gebr. Grimm                    |
| 1999 | Falscher Tag, falsche Tür                    | Komödie von Derek Benfield                     |
| 1999 | Sebastian Sternenputzer und der Sonnenstrahl | Märchen von C. Stenger                         |
| 2000 | Wie wär´s denn Mrs. Markham                  | Boulevard-Komödie von Ray Cooney               |
| 2000 | Kiki Kichererbse wird Königin                | Märchen von Christina Stenger                  |
| 2001 | Und ewig rauschen die Gelder                 | Boulevard-Komödie von M. Cooney                |
| 2001 | Frau Holle                                   | Märchen von den Gebr. Grimm                    |
| 2002 | Doppelt Leben hält besser                    | Boulevard-Komödie von Ray Cooney               |
| 2002 | Dornröschen                                  | Märchen von den Gebr. Grimm                    |
| 2003 | Die Mausefalle                               | Agatha Christie                                |
| 2003 | Die Gänsehirtin am Brunnen                   | Märchen von den Gebr. Grimm                    |
| 2004 | Die Mausefalle                               | Krimi von Agatha Christie                      |
| 2004 | Schlüssel für Zwei                           | Boulevard-Komödie von J. Chapmann & D. Freeman |
| 2004 | Der Räuber Hotzenplotz                       | Märchen von Otfried Preußler                   |
| 2005 | Schlüssel für Zwei                           | Boulevard-Komödie von J. Chapmann & D. Freeman |
| 2005 | Gerüchte - Gerüchte                          | Boulevard-Komödie von Neil Simon               |
| 2005 | Rumpelstilzchen                              | Märchen von den Gebr. Grimm                    |
| 2006 | Gerüchte - Gerüchte                          | Boulevard-Komödie von Neil Simon               |
| 2006 | Hasch mich Genosse                           | Boulevard-Komödie von Ray Cooney               |
| 2006 | Aschenputtel                                 | Märchen von den Gebr. Grimm                    |
| 2007 | Hasch mich Genosse                           | Boulevard-Komödie von Ray Cooney               |
| 2007 | Nichts als Kuddelmuddel                      | Komödie von Jürgen Hörner                      |
| 2007 | Wie Puck Weihnachten rettet                  | Märchen von C. Stenger                         |
| 2008 | Nichts als Kuddelmuddel                      | Komödie von Jürgen Hörner                      |
| 2008 | Außer Kontrolle                              | Boulevard-Komödie von Ray Cooney               |
| 2008 | Der Schweinehirt                             | Märchen nach Hans Christian Andersen           |
| 2009 | Außer Kontrolle                              | Boulevard-Komödie von Ray Cooney               |
| 2009 | Akt mit Blume                                | Eine Farce von Norman Robbins                  |
| 2009 | Der Zauberer von Oz                          | Märchen nach L. Frank Baum                     |